# Course en ligne féminine aux championnats du monde de cyclisme sur route 1971
Navigation
1970 1972
La course en ligne féminine aux championnats du monde de cyclisme sur route 1971 a lieu le 4 septembre 1971 à Mendrisio en Suisse. Elle est remportée par la Soviétique et Russe Anna Konkina.

## Classement
|                                    | Coureuse                   | Pays             |    | Temps |
| ---------------------------------- | -------------------------- | ---------------- | -- | ----- |
| Médaille d'or, Coupe du Monde      | Anna Konkina               | Union soviétique | en |       |
| Médaille d'argent, Coupe du Monde  | Morena Tartagni            | Italie           | +  |       |
| Médaille de bronze, Coupe du Monde | Keetie van Oosten-Hage     | Pays-Bas         |    |       |
| 4                                  | Audrey McElmury            | États-Unis       |    |       |
| 5                                  | Truus van der Plaat        | Pays-Bas         |    |       |
| 6                                  | Mariette Laenen            | Belgique         |    |       |
| 7                                  | Raisa Obodovskaya          | Union soviétique |    |       |
| 8                                  | Willy Kwantes              | Pays-Bas         |    |       |
| 9                                  | Beryl Burton               | Royaume-Uni      |    |       |
| 10                                 | Bella Van der Spiegel-Hage | Pays-Bas         |    |       |
| 11                                 | Elsy Jacobs                | Luxembourg       |    |       |
| 12                                 | Valentina Dymova           | Union soviétique |    |       |
| 13                                 | Sylvianne Junal            | France           |    |       |
| 14                                 | Francine Verlot            | Belgique         |    |       |
| 15                                 | Irma Jussila               | Finlande         |    |       |
| 16                                 | Nicole Vandenbroeck        | Belgique         |    |       |
| 17                                 | Meeri Bodelid              | Suède            |    |       |
| 18                                 | Bernadette Swinnerton      | Royaume-Uni      |    |       |
| 19                                 | Jana Polanska              | Belgique         |    |       |
| 20                                 | Ritva Mykkänen             | Finlande         |    |       |
| 21                                 | Valentina Klemina          | Union soviétique |    |       |
| 22                                 | Lubov Zadoroznaya          | Union soviétique |    |       |
| 23                                 | Annick Chapron             | France           |    |       |
| 24                                 | Hennie Faber-Hondeveld     | Pays-Bas         |    |       |
| 25                                 | Marie-Thérèse Bouchet      | France           |    |       |